# Colby Jones
Colby Brandon Jones, född 28 maj 2002 i Birmingham i Alabama, är en amerikansk professionell basketspelare (SG) som spelar för Detroit Pistons i National Basketball Association (NBA). Han har tidigare spelat för Sacramento Kings och Washington Wizards.
Jones draftades av Charlotte Hornets i andra rundan i 2023 års draft som 34:e spelare totalt.
Innan han blev proffs studerade Jones vid Xavier University och spelade för deras idrottsförening Xavier Musketeers.